# Sabinianus
Sabinianus (narozen v Bleře, zemřel 22. února 606 v Římě) byl papežem od 13. září 604 do 22. února 606.

## Život
Roku 593 byl poslán papežem sv. Řehořem Velikým jako apokrisiář do Konstantinopole. Papež s jeho prací však nebyl spokojen, a proto se Sabinianus roku 597 vrátil zpět do Říma, kde byl po smrti Řehoře Velikého zvolen papežem. Do úřadu nastoupil až po 6 měsících, protože čekal na schválení od císaře Foky.
Během jeho pontifikátu byl Řím zasažen hladomorem. Sabinianus byl často kritizován pro to, že během tohoto hladomoru nerozdával obilí z papežských sýpek zdarma, jak to dělal jeho předchůdce, nýbrž jej prodával. Kniha Liber Pontificalis však tvrdí, že i Sabinianus obilí rozdával. Dalším problémem, s kterým se musel potýkat, byl strach z invaze Langobardů na území Říma. Z těchto důvodů nebyl papež u lidí populární.
Kniha Epitome pontificum Romanorum mu přisuzuje zavedení zvonění v kanonických hodinkách (modlitba breviáře) a během liturgie.